# سکوله
سَکولَه (به فنلاندی: Säkylä) یک منطقهٔ مسکونی در فنلاند است که در ساتاکونتا واقع شده‌است.

## خواهرخوانده
شهر دهستان توری خواهرخواندهٔ سکوله هست.